# Famine Early Warning Systems Network

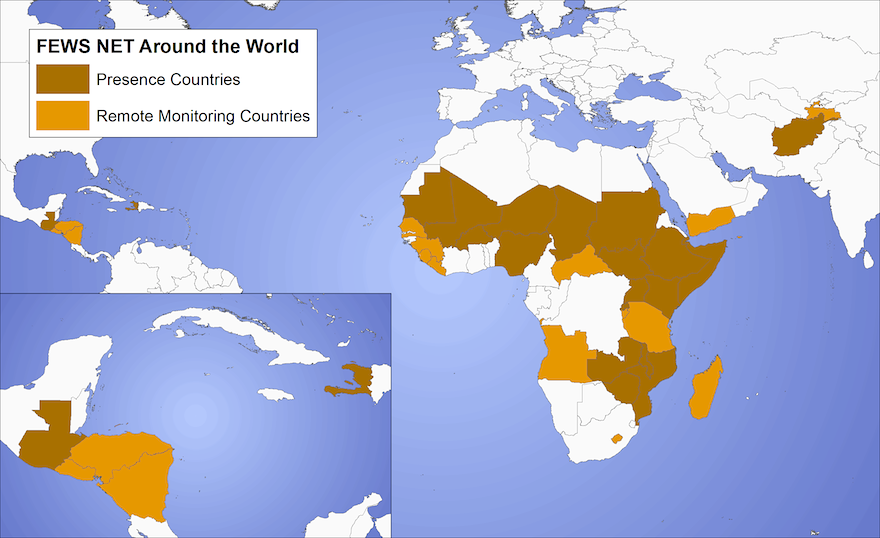
Présence de FEWS NET dans le monde en 2014.

Famine Early Warning Systems Network (FEWS NET) est une organisation spécialisée dans le domaine de prévention et de réponse aux famines et autres formes de sécurité alimentaire. Fondé par l'Agence des États-Unis pour le développement international en 1985, elle analyse les données et informations, telles que les prix du marché alimentaire, les précipitations et pathologies végétales dans un but préventif d'insécurité alimentaire. 
En février 2025, suite aux coupes budgétaires de l'administration Trump, le réseau FEWS NET est fermé en même temps que la quasi-totalité de l'Agence des États-Unis pour le développement international.